# Gudeliai (rejon birżański)
Gudeliai − wieś na Litwie, w okręgu poniewieskim, w rejonie birżańskim, w gminie Popiel. W 2011 roku liczyła 3 mieszkańców.